# Byzantium: The Early Centuries
Byzantium: The Early Centuries (en español: Bizancio: los primeros siglos) es un libro de historia popular escrito por John Julius Norwich y publicado por Viking en 1989. El libro comprende los primeros años desde el establecimiento de la Tetrarquía de Diocleciano y el comienzo de la dominación del Imperio romano hasta la coronación de Carlomagno. Forma parte de una trilogía que se completa con los libros Byzantium: The Apogee y Byzantium: The Decline and Fall.

## Contenido
En el libro, Norwich abarca el período 286-802 d. C., desde el establecimiento de la Tetrarquía de Diocleciano y el comienzo de la dominación del Imperio romano hasta la coronación de Carlomagno y la deposición de la emperatriz Irene de Atenas. Progresa a través de la desaparición del sistema de tetrárquico y el ascenso de Constantino el Grande como emperador único, la fundación de Constantinopla en el sitio de la antigua Bizancio y la declaración del cristianismo como religión de estado y el fracaso de la reacción pagana de Juliano el Apóstata. A continuación describe el período en que el imperio se dividió en dos entidades, una en el oeste —el Imperio romano de Occidente— y otra en el este —el Imperio romano de Oriente o propiamente el Imperio bizantino—. Norwich narra la caída del Imperio de Occidente y la época de Justiniano I, las guerras contra los persas bajo el dominio de Heraclio, el comienzo de las conquistas musulmanas y la lucha sel Imperio de Oriente por la supervivencia en el siglo VII. La reacción a la iconoclasia bizantina y la caída de la dinastía Isáurica que llevó a la ascenso de Irene de Atenas y a su vez a la coronación como emperador del rey franco Carlomagno realizada por el papa en Roma en la Navidad del 800. Norwich elige este evento, que marca el final de la reclamación bizantina de condición imperial y la aceptación incuestionable por parte de Occidente del emperador en Constantinopla como único titular de toda la cristiandad, como el momento decisivo que define el final del período bizantino temprano.

## Recepción
La novela recibió una tibia revisión de The New York Times. El profesor Bowersock describe la obra de Norwich como «melosa», elogia la descripción histórica de la época, pero cree que la narración a veces resulta distante y las descripciones demasiado ornamentadas. La novela se convirtió en best seller según las listas del New York Times.